# Médiamutation
 (janvier 2008).
Si vous disposez d'ouvrages ou d'articles de référence ou si vous connaissez des sites web de qualité traitant du thème abordé ici, merci de compléter l'article en donnant les références utiles à sa vérifiabilité et en les liant à la section « Notes et références ».
La médiamutation, aussi appelée antidismutation, rétrodismutation, dédismutation est une réaction chimique dans laquelle les réactifs sont deux espèces identiques ayant des nombres d'oxydation différents. Ces réactifs donnent comme produit une troisième espèce dont le nombre d'oxydation est intermédiaire.
La médiamutation est la réaction inverse de la dismutation.
Exemple de réaction : 
2 Fe3+ + Fe → 3 Fe2+.